# Valgorge (tổng)
Tổng Valgorge là một tổng của Pháp nằm ở tỉnh Ardèche trong vùng Rhône-Alpes.
Tổng này được tổ chức xung quanh Valgorge ở quận Largentière. Độ cao biến thiên từ 207 m (Beaumont) đến 1 482 m (Valgorge) với độ cao trung bình là 717 m.

## Hành chính
| Giai đoạn   | Ủy viên       | Đảng                | Tư cách             |
| ----------- | ------------- | ------------------- | ------------------- |
| Depuis 1992 | Bernard Bonin | Gauche, non encarté | Thị trưởng Valgorge |

## Các đơn vị hành chính
Tổng Valgorge bao gồm 7 xã với dân số 1 044 người (điều tra năm 1999, dân số không tính trùng).
| Xã           | Dân số | Mã bưu chính | Mã insee |
| ------------ | ------ | ------------ | -------- |
| Beaumont     | 173    | 07110        | 07029    |
| Dompnac      | 82     | 07260        | 07081    |
| Laboule      | 112    | 07110        | 07118    |
| Loubaresse   | 32     | 07110        | 07144    |
| Montselgues  | 76     | 07140        | 07163    |
| Saint-Mélany | 119    | 07260        | 07275    |
| Valgorge     | 450    | 07110        | 07329    |

## Thông tin nhân khẩu
| 1962                                                     | 1968 | 1975 | 1982 | 1990 | 1999  |
| -------------------------------------------------------- | ---- | ---- | ---- | ---- | ----- |
| 788                                                      | 954  | 844  | 891  | 954  | 1 044 |
| Nombre retenu à partir de 1962 : dân số không tính trùng |      |      |      |      |       |